# Teresa Portela (Kanutin, 1982)
María Teresa Portela Rivas (* 5. Mai 1982 in Cangas do Morrazo) ist eine spanische Kanutin.

## Erfolge
Teresa Portela war bei Welt- und Europameisterschaften sehr erfolgreich. Bei Europameisterschaften gelangen ihr 2001 in Mailand im Vierer-Kajak die ersten Medaillengewinne mit Silber über 200 Meter und Bronze über 500 Meter. Bereits ein Jahr darauf wurde sie in Szeged sowohl im Einer-Kajak als auch im Vierer-Kajak auf der 200-Meter-Strecke Europameisterin. Über 500 Meter wurde sie im Vierer-Kajak zudem Zweite. Gleich drei Goldmedaillen gewann Portela bei den Europameisterschaften 2004 in Posen auf der 200-Meter-Distanz: sie sicherte sich im Einer-Kajak, im Zweier-Kajak mit Beatriz Manchón und im Vierer-Kajak jeweils den Titelgewinn. Zwei Bronzemedaillen gewann sie auf der 500-Meter-Strecke im Zweier-Kajak mit Manchón und im Vierer-Kajak. Im Wettkampf mit dem Einer-Kajak über 200 Meter gelangen Portela 2006 in Račice u Štětí und 2009 in Brandenburg an der Havel zwei weitere Europameistertitel. Dazwischen belegte sie 2008 mit dem Vierer-Kajak über 500 Meter in Mailand den dritten Platz. 2010 schloss sie in Corvera die Wettbewerbe im Einer-Kajak über 200 Meter und im Vierer-Kajak über 500 Meter jeweils auf dem dritten Platz ab. Bei den Europameisterschaften 2011 in Belgrad und 2013 in Montemor-o-Velho belegte sie jeweils den zweiten Platz im Einer-Kajak auf der 200-Meter-Strecke.
Nur insgesamt eine Medaille weniger gewann Portela bei Weltmeisterschaften. 2001 belegte sie in Posen mit dem Vierer-Kajak den zweiten Platz über 200 Meter und den dritten Platz über 500 Meter. Diese Platzierungen wiederholte sie auch 2002 in Sevilla und wurde außerdem im Einer-Kajak über 200 Meter Weltmeisterin. 2003 schloss sie in Gainesville die Wettkämpfe auf der 200-Meter-Distanz sowohl im Einer-, Zweier- als auch Vierer-Kajak auf dem zweiten Platz ab und belegte im Vierer-Kajak über 500 Meter einmal mehr Platz drei. Ihre Partnerin im Zweier-Kajak war dabei Beatriz Manchón. In Zagreb wurde Portela 2005 über 200 Meter im Einer-Kajak wie schon 2002 Weltmeisterin. Im Zweier-Kajak wiederholte sie über 200 Meter den zweiten Platz aus dem Vorjahr, diesmal mit Jana Šmidáková. Mit dem Vierer-Kajak wurde sie auf der 500-Meter-Distanz Dritte. Es folgten weitere Bronzemedaillen bei den Weltmeisterschaften 2009 in Dartmouth im Vierer-Kajak über 500 Meter sowie 2015 in Mailand und 2019 in Szeged jeweils im Einer-Kajak über 200 Meter. 2022 belegte Portela in Dartmouth bei den Weltmeisterschaften im Zweier-Kajak über 200 Meter mit Sara Ouzande den zweiten Platz. Bei den Weltmeisterschaften 2023 in Duisburg sicherte sie sich mit dem Vierer-Kajak über 500 Meter die Bronzemedaille.
Dreimal erreichte Portela bei den Mittelmeerspielen das Podium. 2005 in Almería und 2009 in Pescara gewann sie im Einer-Kajak über 500 Meter jeweils die Silbermedaille. Bei den Mittelmeerspielen 2018 in Tarragona sicherte sie sich auf der 200-Meter-Distanz im Einer-Kajak die Goldmedaille.
Insgesamt sechsmal nahm Portela an Olympischen Spielen teil. Bei ihrem Debüt 2000 in Sydney schied sie in ihrem einzigen Wettbewerb, dem Einer-Kajak über 500 Meter, im Halbfinale aus. Vier Jahre darauf in Athen belegte sie über 500 Meter sowohl mit Beatriz Manchón im Zweier-Kajak als auch mit dem Vierer-Kajak den fünften Rang. Diese Platzierung wiederholte sie bei den Olympischen Spielen 2008 in Peking mit dem Vierer-Kajak. Im Einer-Kajak kam sie auf der 500-Meter-Strecke wie schon acht Jahre zuvor nicht über das Halbfinale hinaus. In den darauffolgenden Spielen 2012 in London ging Portela im Einer-Kajak in der neu ins olympische Programm aufgenommenen Konkurrenz auf der 200-Meter-Distanz an den Start. Sie erreichte erstmals in einem Einer-Kajak-Wettbewerb das olympische Finale, in dem sie knapp einen Medaillengewinn verpasste. Mit einem Rückstand von zwei Zehntelsekunden überquerte sie hinter der Ungarin Natasa Janics als Vierte die Ziellinie. 2016 schaffte sie in derselben Disziplin in Rio de Janeiro erneut die Einzug in den Endlauf, blieb als Sechste aber deutlicher hinter den Podestplätzen zurück. Bei den 2021 ausgetragenen Olympischen Spielen 2020 in Tokio gelang Portela zum dritten Mal in Folge die Qualifikation für das Finale der 200-Meter-Konkurrenz im Einer-Kajak. Dort musste sie sich nur der siegreichen Neuseeländerin Lisa Carrington geschlagen geben, die in 38,120 Sekunden Erste wurde. Portela setzte sich mit 38,883 Sekunden vor der Dänin Emma Jørgensen durch, die in 38,901 Sekunden ins Ziel kam und sicherte sich somit die Silbermedaille.
Portela ist mit dem Kanuten David Mascató verheiratet, der ebenfalls zweifacher Olympionike ist.

## Namensgleichheit
Teresa Portela ist nicht mit der gleichnamigen portugiesischen Kanutin Teresa Portela zu verwechseln. Die fünf Jahre jüngere Portugiesin ist in denselben Disziplinen aktiv, sodass es schon mehrere Male zum direkten Aufeinandertreffen in Wettkämpfen kam.